# زمین‌لرزه ۲۰۰۰ کانادا
زمین‌لرزه کانادا  در تاریخ ۱ ژانویه ۲۰۰۰ میلادی، ساعت ۱۱:۲۲:۵۷ به زمان یوتی‌سی در کبک رخ داد. ژرفای این زمین‌لرزه ۹٫۵ کیلومتر بود، و بزرگی آن ۵٫۲ در مقیاس اعلام شده‌است. زمین‌لرزه به وقت محلی در روز شنبه، ساعت ۶ روی داده و منطقه زمانی آن یوتی‌سی -۵ بوده‌است (با لحاظ تغییر ساعت تابستانی).
سازمان زمین‌شناسی آمریکا نیز رومرکز این زمین‌لرزه را در مختصات ۴۶°۵۳′۱۷″شمالی ۷۸°۵۵′۴۸″غربی / ۴۶٫۸۸۸°شمالی ۷۸٫۹۳°غربی و ژرفای آنرا در ۱۸ کیلومتر گزارش کرده‌است. بزرگی برگزیدهٔ این سازمان از میان بزرگیهای محاسبه‌شدهٔ مختلف ۵٫۲ در مقیاس Lg بوده و از دید اثر، در میان چهار دسته‌بندی «نامحسوس»، «محسوس»، «زیان‌آور» یا «با تلفات»، زمین‌لرزه را «محسوس» اعلام کرده‌است.